# Les Humphries
Les Humphries, pseudonimo di John Leslie Humphreys (Londra, 10 agosto 1940 – Basingstoke, 26 dicembre 2007), è stato un musicista e cantante britannico, ma attivo particolarmente in Germania, noto soprattutto come voce del gruppo Les Humphries Singers.

## Biografia
John Leslie Humphreys si trasferì ad Amburgo nel 1966. Due anni più tardi divenne organista dei Wonderland, la band di Achim Reichel. Nel 1970 fonderà invece i Les Humphries Singers assieme a Henner Hoier.
Una delle sue composizioni più note è il tema del telefilm L'ispettore Derrick, che riecheggiava il Valzer n. 2 della Suite per orchestra di varietà di Dmitrij Dmitrievič Šostakovič.
Nel 1972 aveva sposato la cantante Dunja Rajter, da cui divorziò dopo quattro anni. Il figlio nato da questa unione nel 1974, Dannie Leslie, è a sua volta musicista e cantante nella rock-band tedesca Glow.
Dopo il divorzio, Humphries tornò in patria. I Les Humphries Singers tornarono tuttavia nel 1991 e nel 1992 aprirono i concerti in Germania del tour di Howard Carpendale. In quello stesso anno seguirono numerose apparizioni televisive, sempre in Germania. In seguito ad una caduta, tuttavia, in cui riportò una contusione alla colonna vertebrale, Humphries non apparve più in TV.
Negli ultimi anni, tornato nuovamente in Inghilterra condusse una vita molto ritirata, arrivando, nel 1998, a diffondere la voce della propria morte. Solo dopo alcune settimane si chiarì che lo stesso Humphries, spacciandosi per il proprio fratello, aveva dato il falso annuncio.
Morì il 26 dicembre 2007 all'ospedale di Basingstoke a causa di un arresto cardiaco mentre era ricoverato per una polmonite. La notizia della sua vera morte fu data solo nel marzo successivo. A causa di dispute fra gli eredi riguardo al luogo di sepoltura, fu sepolto di nascosto ad Alton solo il 18 agosto 2008 accanto alla madre Kathleen.

## Discografia

### Solo
- 1970: Painting Pictures / Younger Days Have Gone (come Napoleon Smith)
- 1970: Walking Down Broadway (LP, Les Humphries and His Friends)
- 1970: Pop Party (LP, Les Humphries and His Friends)
- 1971: Super-Star-Sound – Piano Concerto (LP)
- 1971: Megaton (LP, come Megaton: John Lesley Humphreys, Jimmy Bilsbury)
- 1972: Just My Way of Life (LP, Les Humphries and Friends)
- 1974: Derrick Pt. 1 + Pt. 2 (Orchester Les Humphries)
- 1975: It Must Be You / Semolina
- 1976: Che Gama / I Am
- 1977: Disco Boogie / Rapp’s Boogie (Gottfried & Les)
- 1978: Sing, Sang, Song Singalong (LP, Les Humphries feat. Skye Blue)

### The Les Humphries Singers
→ vedi The Les Humphries Singers